# Агитација
Агитација (лат. agitare, изазивати, подбадати) је стање менталне ексцитације са несврсисходном моторном активношћу која варира од благог немира до веома изражених, снажних некоординисаних покрета.

## Узроци агитације
Агитација може бити узрокована органским узроцима (деменција, епилепсија, злоупотреба ПАС, апстиненцијални синдром, метаболичке или ендокрине промене, хипертермија, хипо/хипергликемија, енцефалопатија и др.) и манифестује се као делиријум, психотичним поремећајима (параноидна схизофренија, манична фаза биполарног поремећаја), неорганским и непсихотичним поремећајима (поремећаји личности, поремећаји прилагођавања, стања акутног емоционалног стреса, злостављање).

### Агресивно понашање код агитације
Што се тиче насилног понашања код особа са тежим поремећајем душевног здравља (психоза), утврђено је да, иако постоји блага статистичка повезаност између психозе уопште и насилног понашања, велика већина (>95%) психотичних болесника није насилна. Најважнији фактори ризика за насилно понашање код особа са поремећајем душевног здравља уопште јесу: злоупотреба психоактивних супстанци, лоше функционисање и стигматизација околине, као и антисоцијалне црте личности и насиље у прошлости. Највише стопе насилног понашања код особа са поремећајем душевног здравља у проспективним студијама уочене су код оболелих од схизофреније код којих истовремено постоји и поремећај злоупотребе психоактивних супстанци.

## Терапијски поступак код агитације
Након предузетих безбедносних мера током иницијалне процене, поставља се привремена дијагноза заснована на узроку агитације (соматска стања, ментални поремећаји, екстремна анксиозност), на основу које се доноси одлука о стратегији даљег лечења дијалогом, фармаколошким и/или физичким спутавањем. С обзиром на то да ови пацијенти представљају претњу по себе, чланове породице и медицинско особље, најчешће се упућују на хоспитално лечење (добровољно или недобровољно, у складу са законском регулативом).
Терапијски приступ увек мора бити усмерен ка утврђивању узрока агитације (најчешћа грешка је аутоматска претпоставка да се ради о психичком поремећају без искључивања потенцијално витално угрожавајућих стања као што су хипогликемија, субарахноидална хеморагија, субдурални хематом, менингоенцефалитис итд.). Код агитованог пацијента пре свега треба применити „вербални притисак“ мирним, одлучним тоном и уверавањем да лекар жели да разговара са њим и помогне му, уз упознавање и јасно образложење о мерама које ће бити предузете. Уколико је агитација веома изражена и опасна (непосредна опасност од насилног понашања или покушаја суицида), неопходна је хоспитализација уз претходно фармаколошко смиривање пацијента.

## Ургентно збрињавање пацијента у стању агитације
Ургентна психијатрија представља осетљиву област медицине везану за етичка питања која се односе на поступак довођења болесника у здравствену установу ради спровођења принудне хоспитализације. Када лекар сматра да је индикована недобровољна хоспитализација а особа са поремећајем душевног здравља се томе противи, онда је неопходна добро обучена и искусна екипа хитне помоћи која ће болесника, што је могуће дискретније, одвести у здравствену установу. Лекар и два медицинска техничара треба да смиреним разговором и евентуалном медикацијом психомоторне узнемирености превазиђу отпор болесника и приволе га да пође са њима у психијатријску установу. Уколико болесник пружа физички отпор, обавезно се позива полиција која је дужна да пружи одговарајућу помоћ “док траје физички отпор”. Централне личности у овој процедури треба да буду “бели мантили”, а никако полиција. Имајући у виду “највиши интерес болесника” тј. његово здравље и живот, недобровољна хоспитализација се организује уколико болесник због психијатријског обољења не може да схвати шта је његов најбољи интерес или ако угрожава друга лица или имовину других. У таквим ситуацијама прибегава се доктрини по којој је здравље болесника врховни закон, врховно добро.
Ова доктрина је супротна често примењиваном схватању – воља болесника је врховни закон. Ако се прихвати да је здравље појединца опште добро, онда “опште”, тј. друштво (у овом случају, лекар) има право да интервенише у највишем интересу болесника који услед поремећаја душевног здравља не може да зна шта је његов највиши интерес. У том смислу, лекар хитне помоћи има право и обавезу да, руководећи се медицинским критеријумима и индикацијама, спроведе поступак довођења болесника у здравствену установу ради спровођења принудне хоспитализације јер је она у интересу болесника.

### Принципи збрињавања пацијената у стању агитације
Два основна принципа хитног збрињавања особа са душевним поремећајем које испољавају насилно понашање јесу:
1. Заштита болесника и његове околине.
2. Хитне интервенције да би се постигла деескалација насилног понашања.

Поступци који се препоручују у циљу заштите болесника и његове околине су следећи:
- писани протокол за поступак са болесником опасним по себе и околину са којим мора бити упознато комплетно особље;
- континуирана обука особља у поступању са насилним пацијентима (укључујући обнову знања из мале хирургије и пружања прве помоћи у сарадњи са колегама одговарајуће струке);
- атмосфера смирености и организованости која пружа утисак да су ствари под контролом и код пацијената смањује ризик од агресивних испада;
- очигледна спремност да се примене мере физичког обуздавања.

### Хитне интервенције код агитираних пацијената
Хитне интервенције које се могу спровести у циљу деескалације насилног понашања су следеће:
- потпуна контрола услова у непосредном окружењу (безбедност особља, пацијента, чланова породице);
- разговор са пацијентом (избегавати близак контакт, не окретати леђа пацијенту);
- хитна перорална или парентерална медикација;
- хитно збрињавање евентуалних повреда повређене особе;
- фиксација

### Хитна медикација агитације
кад је дијагноза јасна - перорална транкилизација коју чине:
- Лоразепам 1-2 мг и/или
- Халоперидол 5–10 мг или
- Оланзапин 10 мг (ородисперсибилан) или
- Рисперидон 1–2 мг (солуција/ородисперсибилан),

A ако не делује, после 45 минута,
парентерална транкилизација:
- Лоразепам 1–2 мг и/или
- Халоперидол 5–10 мг или
- Оланзапин 10 мг;

кад је дијагноза нејасна – перорална транкилизација коју чине:
- Лоразепам 1–2 мг

A ако не делује, после 45 минута,
парентерална транкилизација:
- Лоразепам 1–2 мг